# Friedrich Adolph von Glauburg

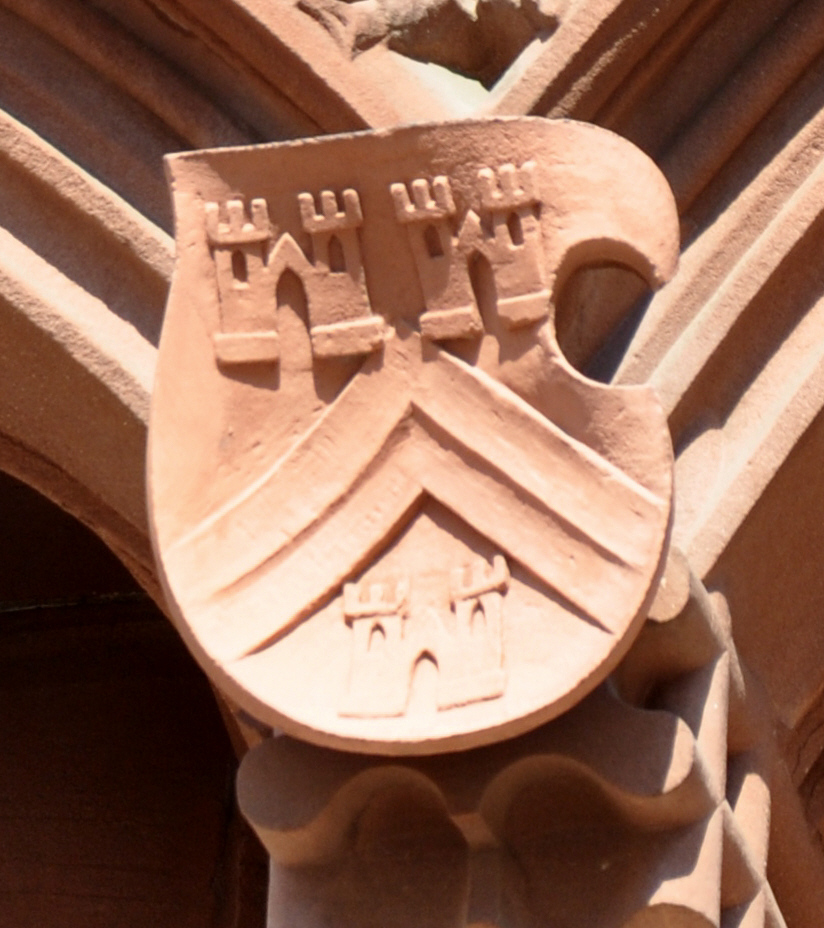
Familienwappen Glauburg am Römer (Frankfurt am Main)

Friedrich Adolph von Glauburg (auch Adolf) (* 20. Januar 1722 in Frankfurt am Main; † 2. Juli 1789) war Patrizier und Älterer Bürgermeister in der Reichsstadt Frankfurt.
Friedrich Adolph von Glauburg war der Sohn von Adolph Ernst von Glauburg und dessen Ehefrau Anna Margarethe von Glauburg. Als Mitglied der Familie Glauburg gehörte er der adeligen Ganerbschaft Alten Limpurg an, deren zweiter Vorsteher er war.
Er studierte ab dem 20. April 1744 an der Universität Erlangen Rechtswissenschaften. 1767 war er Praktikant am Reichskammergericht.
1758 wurde er Ratsherr in Frankfurt am Main und stieg 1761 zum Schöff auf. 1774, 1779, 1782, 1786 und 1788 war er Älterer Bürgermeister von Frankfurt. Daneben war er Vizepräsident des Konsistoriums und Gesandter beim Oberrheinischen Kreis.
Auch war er erster Administrator der Schadschen Stiftung.